# Joseph Gurney Cannon
Joseph Gurney Cannon, född 7 maj 1836 i Guilford County, North Carolina, död 12 november 1926 i Danville, Illinois, var en amerikansk republikansk politiker. 
Cannon var talman i USA:s representanthus från 1903 till 1911. Cannon har kallats den mest dominerande talmannen i USA:s historia.
Cannons bild fanns på TIME Magazines första omslag 1923.